# Azmari

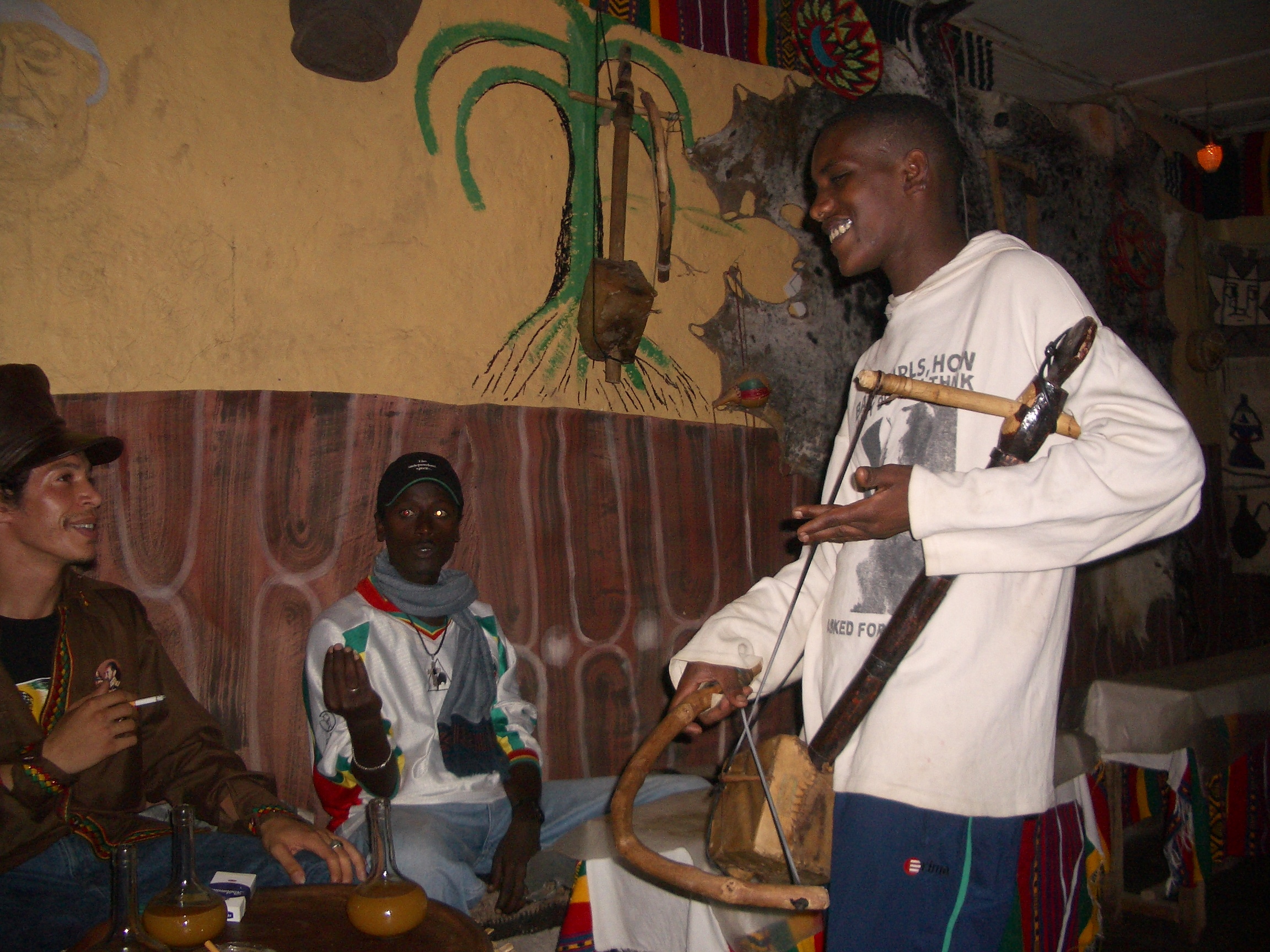
Un Azmari tocando el masenqo en un tejbeit, Lalibela, Norte de Etiopía.

Un azmari es un músico- cantante etíope equiparable a los bardos o juglares en Europa. Estos Azmari pueden ser hombres o mujeres hábiles en la versificación improvisada, que se acompañan por un masenqo (una suerte de ravel de una sola cueda) o krar (lira). Los Azmari en suelen realizar sus interpretaciones en establecimientos públicos donde se bebe, denominados tejbeit, que se especializan en el servicio de tej (hidromiel).